# Peter Vogler
Peter Vogler (* 28. November 1941 in Hamburg; † 8. September 2017 in Adendorf) war ein deutscher Generalleutnant der Luftwaffe der Bundeswehr. Zuletzt war er von 1999 bis 2002 Befehlshaber des Luftwaffenführungskommandos.

## Leben
Vogler trat 1961 als Offizieranwärter der Luftwaffe in die Bundeswehr ein. Er erhielt eine Ausbildung in den USA zum Starfighter-Piloten mit anschließender Ausbildung im europäischen Luftraum an der Waffenschule der Luftwaffe 10 in Jever. Nach Abschluss der Ausbildung wurde er zum Jagdgeschwader 71, stationiert auf dem Fliegerhorst Wittmundhafen, versetzt. Später diente er u. a. als Fluglehrer und Dozent für Luftkriegstheorie. Er absolvierte von 1975 bis 1977 den 20. Generalstabslehrgang Luftwaffe an der Führungsakademie der Bundeswehr in Hamburg, wo er zum Offizier im Generalstabsdienst ausgebildet wurde.
Als Oberst war er zunächst von April 1982 bis März 1984 Chef des Stabes der 3. Luftwaffendivision in Kalkar, danach vom 30. März 1984 bis 26. September 1986 Kommodore des Jagdbombergeschwader 36 in Hopsten. Später, im Dienstgrad Brigadegeneral, dient er als Stabsabteilungsleiter im Führungsstab der Luftwaffe in Bonn. Vom 1. April 1993 bis 31. März 1996 war er als Generalmajor Kommandeur der 1. Luftwaffendivision, die bis 1994 in Meßstetten und danach in Karlsruhe stationiert war. Anschließend führte ihn sein Weg nach Ramstein, wo er stellvertretender Kommandeur des HQ Allied Air Forces Central Europe (AIRCENT) wurde. Im Dezember 1999 übernahm er schließlich als Befehlshaber das Luftwaffenführungskommando in der Luftwaffenkaserne in Köln-Wahn. Zum 1. April 2002 übergab er das Kommando an Dirk Böcker und trat in den Ruhestand.

## Sonstiges
Vogler war verheiratet, hatte zwei Söhne und war Träger des Ehrenkreuzes der Bundeswehr in Gold und des Bundesverdienstkreuzes am Bande. Er war zudem vom 6. Oktober 2006 bis 10. Oktober 2014 Vorsitzender der Gemeinschaft der Flieger deutscher Streitkräfte.